# Масиас, Джованни
Джованни Дукссан Масиас Вера (исп. Geovanny Dukssan Macías Vera ; родился 30 декабря 1994 года в Гуаякиль, Эквадор) — эквадорский футболист, нападающий клуба «Дельфин».

## Клубная карьера
Масиас — воспитанник клуба «Дельфин». В 2014 году он дебютировал за основной состав в эквадорской Серии B. 5 апреля 2015 года в поединке против Гуалесео Джованни забил свой первый гол за Дельфин. Забив 10 мячей в сезоне Масиас помог команде выйти в элиту. 7 февраля 2016 года в матче против ЛДУ Кито он дебютировал в эквадорской Примере.